# Saint-Tropez
Saint-Tropez is een kleine havenstad aan de Côte d'Azur in het departement Var in Zuid-Frankrijk. Saint-Tropez telde op 1 januari 2022 3.586 inwoners. Maar in de zomermaanden ontvangt de gemeente tot 80.000 bezoekers per dag. Het is een trefpunt van kunstenaars en de beau monde. De naam van de plaats wordt ook wel afgekort tot Saint-Trop.

## Geschiedenis
De plaats ontstond rond een kapel gebouwd in de 11e eeuw vanuit de Abdij Saint-Victor (Marseille). De monniken van de abdij hadden de hele kuststreek in hun bezit en wijdden de kapel aan de heilige Torpetius of Saint-Torpes (later verbasterd tot Saint-Tropez). Hij was een martelaar die weigerde zijn geloof op te geven. Hij werd volgens de overlevering op last van Nero in Pisa onthoofd en zijn lichaam werd in een boot gegooid. Deze boot met ook een haan en een hond aan boord dreef richting zee en zou hier zijn gestrand.
Het dorp werd in de eeuwen daarna herhaaldelijk door piraten verwoest. Rond 1592 werd een citadel voor de kustverdediging gebouwd. Saint-Tropez was geen klein vissersdorpje voor het door kunstenaars en toeristen werd ontdekt. De plaats was een handelshaven en bezat in de 18e eeuw ook scheepswerven. Op het einde van de 19e eeuw werd er een opleidingsschool voor zeekapiteins geopend.
In de jaren 1920 werd Saint-Tropez een trekpleister voor internationale sterren uit de modewereld. Na de oorlog werd Saint-Tropez een pleisterplaats van de jetset.
Op 15 augustus 1944, was de stad het centrale punt voor Operatie Dragoon, de geallieerde invasie van Zuid-Frankrijk. Direct na de oorlog werden de gebombardeerde panden in de haven in oude stijl herbouwd.

### In de kunstgeschiedenis
Tussen 1890 en 1925 was Saint-Tropez een belangrijk schildersdorp. Paul Signac streek er neer in 1892. Ook schrijvers als Guy de Maupassant (1887) en Colette (1925-1938) verbleven in Saint-Tropez. Na de oorlog werd de gemeente de verblijfplaats van de Franse existentialisten.
Saint-Tropez diende als achtergrond voor veel bekende films. Jean Godard filmde er Pour un soir (1931) met Jean Gabin. Internationaal werd de gemeente bekend door Et Dieu... créa la femme (1956) van Roger Vadim met Brigitte Bardot. Zij kocht in 1958 villa La Mandrague in de gemeente. Ook Otto Preminger, Marcel Moussy en Alain Cavalier draaiden in de jaren 1950 in Saint-Tropez. Le Gendarme de Saint-Tropez (1964) met Louis de Funès en de vervolgfilms maakten de naam van de gemeente.

## Stadsbeeld
In de zomer liggen in de haven de miljoenenjachten van de rijken der aarde; in de winter liggen er de vissersbootjes van weleer, zijn de meeste restaurants en winkels dicht, en is Saint-Tropez vrijwel uitgestorven. Het ademt er dan de sfeer van vroeger.
Bezienswaardig zijn de citadel (16e eeuw-17e eeuw) en de 18e-eeuwse kerk. Vanaf de pier Môle du Portalet heeft men uitzicht op de bergtoppen van het Esterelmassief. Tegenover het stadhuis ligt de route naar de barokkerk (1820) waar het borstbeeld van de H. Torpes is geplaatst. In het stadscentrum aan de haven aan de Quai Suffren staat het standbeeld van admiraal Pierre André de Suffren die hier na zijn militaire carrière verbleef.
De bevolking van Saint-Tropez viert elk jaar op 16, 17 en 18 mei het feest van zijn patroonheilige, Bravades de Saint-Tropez. Dit feest zou teruggaan tot 1558.

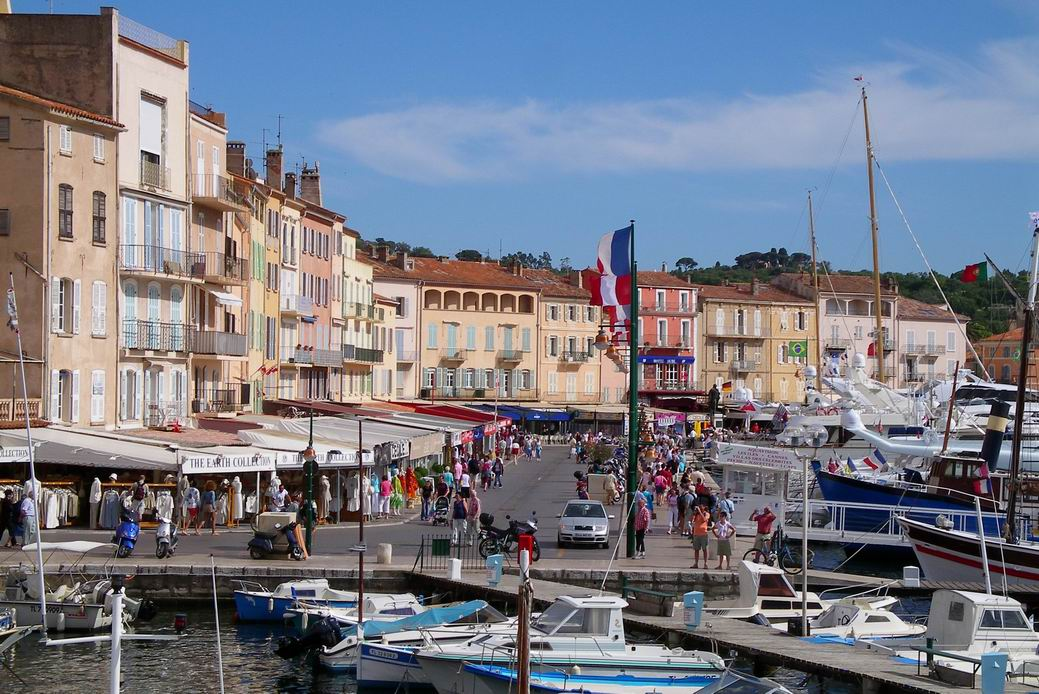
Haven
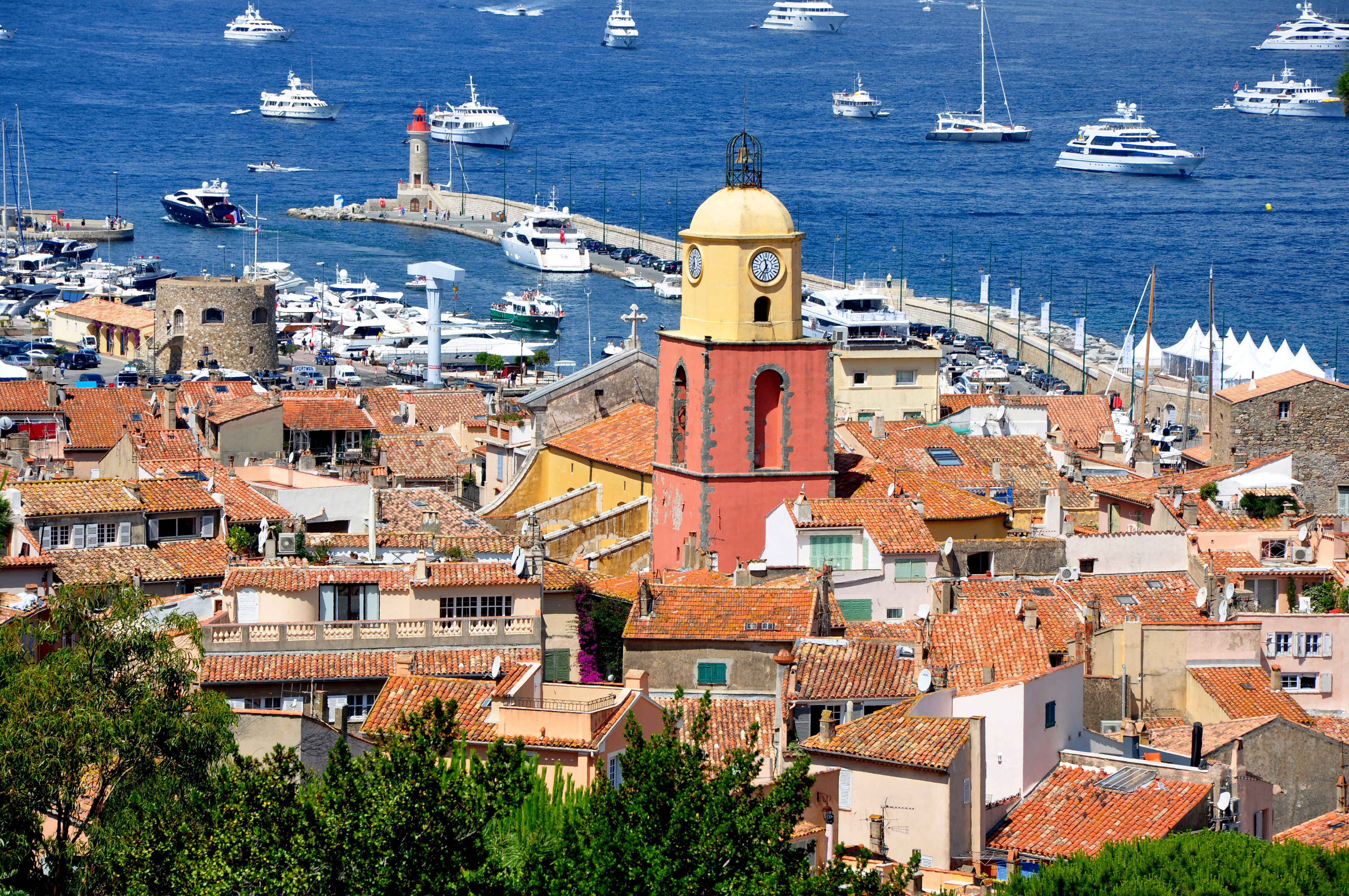
Centrum en de haven
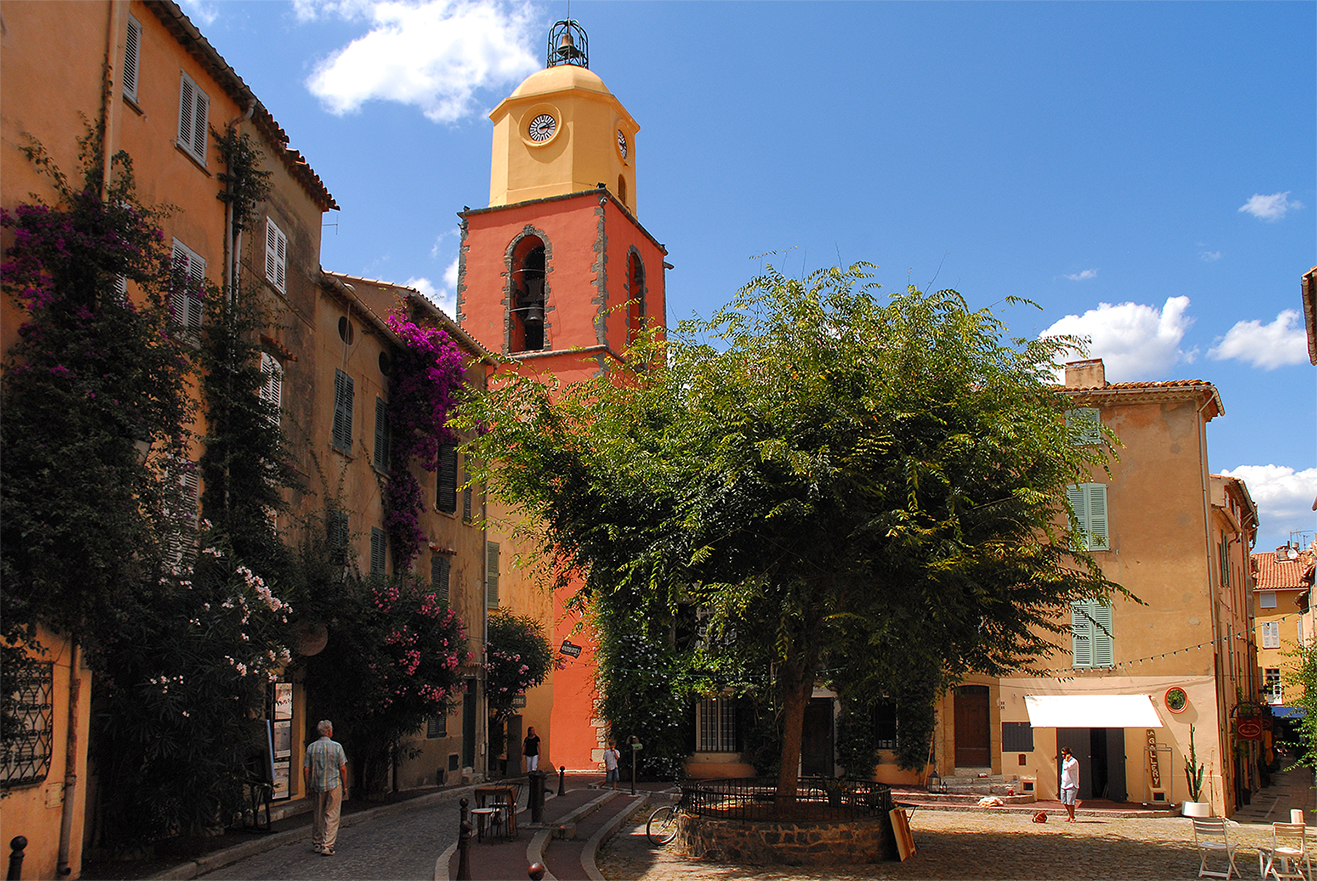
Église Notre-Dame-de-l'Assomption de Saint-Tropez

### Musea
In het Museé de l'Annonciade zijn de tentoongestelde schilderijen van Henri Matisse, Pierre Bonnard, Louis Valtat, André Person, Maillol (ook sculpturen) en Kees van Dongen te zien.
In de stad bevindt zich een aan de gendarmerie en de filmserie gewijd, het Musée de la gendarmerie et du cinéma de Saint-Tropez.

### Stranden
De populairste stranden van Saint-Tropez zijn gesitueerd langs de kust in de Baie de Pampelonne. Deze stranden liggen ten zuiden van de stad en in het oosten van de gemeente Ramatuelle. De stranden van Saint-Tropez bieden een breed scala aan voorzieningen als restaurants en cafés aan het water; op sommige stranden worden ook modeshows georganiseerd. Daarnaast is er een brede variëteit aan watersporten beschikbaar: jetski's en waterskiën. Het strand Blouch is voor naturisten.

## Demografie
Onderstaande figuur toont het verloop van het inwonertal (bron: INSEE-tellingen).

Dit figuur is echter niet representatief voor de groei van de plaats zelf, daar vele huizen worden gebouwd door buitenlanders, die er niet staan ingeschreven en hun huis slechts als zomerwoning gebruiken.

## Geboren
- Emmanuelle Béart (1963), actrice

## Overleden
- Gérard Oury (1919-2006), Joods-Franse filmregisseur, scenarioschrijver en filmacteur
- Marisa Pavan (1932-2023), Italiaans actrice